# Petipa (cratère)
Pour les articles homonymes, voir Petipa.
Petipa est un cratère d'impact sur la planète Mercure, situé dans le quadrangle de Derain (quadrangle H-10). Son diamètre est de 12 km.
Le cratère fut ainsi nommé par l'Union astronomique internationale en 2012 en hommage au danseur et chorégraphe franco-russe Marius Petipa.